# Live! (album de Kasabian)
Pour les articles homonymes, voir Liste des albums intitulés Live et Live!.
Albums de Kasabian
Velociraptor!
(2011) 48:13
(2014)
Live! est le deuxième album live du groupe britannique de rock alternatif Kasabian publié le 25 juillet 2012 sur le label Eagles Records. L'enregistrement a lieu lors du concert à l'O2 Arena le 15 décembre 2011.

## Liste des chansons
| 1.    | Days Are Forgotten          | 6:41 |
| 2.    | Shoot the Runner            | 3:45 |
| 3.    | Velociraptor!               | 3:14 |
| 4.    | Underdog                    | 6:05 |
| 5.    | Take Aim                    | 6:47 |
| 6.    | Club Foot                   | 4:08 |
| 7.    | Re-Wired                    | 4:48 |
| 8.    | La Fée Verte                | 5:43 |
| 9.    | Goodbye Kiss                | 4:19 |
| 10.   | L.S.F. (Lost Souls Forever) | 6:35 |
| 11.   | Switchblade Smiles          | 6:24 |
| 12.   | Vlad the Impaler            | 4:58 |
| 13.   | Fire                        | 9:40 |
| 73:08 |                             |      |